# Караево (Башкортостан)
Кара́ево (баш. Ҡарай) — деревня в Куюргазинском районе Башкортостана, входит в состав Якшимбетовского сельсовета.

## История
До 2008 года деревня входила в состав Абдуловского сельсовета.

## Население
| 2002 | 2009 | 2010 |
| ---- | ---- | ---- |
| 102  | →102 | ↘85  |

## Географическое положение
Расстояние до:
- районного центра (Ермолаево): 28 км,
- центра сельсовета (Якшимбетово): ? км,
- ближайшей ж/д станции (Ермолаево): 28 км.

## Известные уроженцы
- Гайсин, Хасан Назирович (8 мая 1908 — 12 августа 1991) — участник Великой Отечественной войны, сержант, командир пулемётного расчёта 700-го стрелкового полка 204-й стрелковой дивизии 51-й армии 1-го Прибалтийского фронта, Герой Советского Союза[5].